# Chalcophora angulicollis
Chalcophora angulicollis es una especie de escarabajo del género Chalcophora, familia Buprestidae. Fue descrita científicamente por LeConte en 1857.
Mide entre 20-33 mm. La larva se alimenta de especies de la familia Pinaceae, incluyendo Abies concolor, A. grandis, Pinus ponderosa, Pseudotsuga menziesii.

## Distribución geográfica
Se encuentran en partes secas occidentales de América del Norte.